# كرتون نتورك (بولندا)
كرتون نتورك (بولندا) هي قناة رسوم متحركة وكرتون تلفزيونية بولندية مدفوعة تأسست سنة 1994 وقامت بأول بث لها سنة 1998، وتعتبر القناة ضمن مجموعة قنوات كرتون نتورك وتقوم القناة ببث مسلسلات قنوات كرتون نتورك مثل عالم غامبول المدهش، وقت المغامرة، العرض العادي ومنزل فوستر للأصدقاء الخياليين وغيرها من البرامج، القناة مملوكة لكرتون نتورك وتقوم ببث البرامج أو المسلسلات باللغتين البولندية والإنجليزية.